# Me'ir Kohen
Me'ir Kohen, přepisováno též Me'ir Cohen (hebrejsky מאיר כהן, *‎ 15. listopadu 1955, Mogador, Maroko), je izraelský politik a poslanec Knesetu za stranu Ješ atid. V letech 2013 až 2014 a znovu v letech 2021 až 2022 zastával funkci ministra sociální péče a sociálních služeb.

## Biografie
Narodil se v Maroku, ale již v jeho raném dětství patřila jeho rodina mezi první obyvatele nového města Dimona v Izraeli. Od roku 2003 působí jako starosta Dimony, která za jeho úřadování prodělala ekonomické oživení. Došlo zde k výstavbě prvního velkého nákupního střediska, poklesla nezaměstnanost. Vedl kampaň za snížení cen vodného a stočného. Pouštní Dimona získala za jeho působení na starostenském postu ocenění jako jedno z deseti nejzelenějších měst v Izraeli. Původně byl členem strany Jisra'el bejtenu, ale v říjnu 2012 oznámil přestup do Ješ atid. Šlo o vlnu přestupů výrazných postav izraelské komunální politiky do nové strany Ješ atid. Ve stejné době například takto do této strany přestoupila z levicového Merecu i starostka města Herzlija Ja'el German.
Ve volbách v roce 2013 byl zvolen do Knesetu za stranu Ješ atid. Následně byl jmenován ministrem sociální péče a sociálních služeb ve třetí Netanjahuově vládě. Na svou funkci rezignoval v prosinci 2014 poté, co premiér Netanjahu odvolal ministra financí Ja'ira Lapida, toho času rovněž předsedu Ješ atid.
Mandát poslance obhájil ve volbách v roce 2015.